# Casa Llorach (els Omellons)
Casa Llorach és un habitatge del segle xviii (1770) ubicat al camí del Pont Vell al nucli dels Omellons (Garrigues) catalogat a l'Inventari del Patrimoni Arquitectònic de Catalunya. Hi va viure el poeta romàntic Ezequiel Llorach (1846-1887).
La finca conserva alguna pedra de molí, piques i una antiga columna. Es pensa que alguns vestigis són d'època àrab com una finestra monolítica amb una reixa decorada amb sis mitges llunes. En aquesta casa hi va viure el poeta romàntic Ezequiel Llorach (1846-1887). Actualment el propietari és el senyor Buj que ha practicat considerables restauracions als anys 1980, respectant bona part de les estructures preexistents.
Fou bastida sobre dos antics molins, un d'oli que ja existia el 1452, i un altre de farina. Es tracta d'un edifici de notables dimensions que s'ordena a partir d'un eix longitudinal, amb parament irregular, tot remarcant les obertures mitjançant carreus que defineixen el buit. Destaca l'organització de la porta principal, envoltada per un encoixinat llis de poc relleu que ressegueix el perfil rectangular de l'ingrés. Coronant el portal, a la zona central de la llinda, hi ha un escut que sobresurt damunt les dovelles; presenta una branca de llorer, emblema de la família, i la data de 1780, moment a l'entorn del qual cal suposar que van ser concloses les obres. Una sèrie de finestres i balcons allindanats configuren el sistema de buits d'un primer pis. Sota el ràfec de la teulada, un seguit de petites obertures recorren l'últim nivell. La coberta de teula àrab descriu una estructura interna asimètrica, traduïda a l'exterior en dues aigües desiguals.
Es conserva una columna, avui ubicada al garatge de l'edifici i descontextualitzada. En origen formava part de l'entrada principal, dividint l'obertura de la porta en dos espais. S'accedeix a l'edifici a través d'una portada exterior que dona pas a un petit vestíbul, on hi havia la porta amb la columna. Actualment s'han reduït les dimensions de la portada i resultava un element innecessari. És de gust neoclàssic, record dels esquemes compositius d'ordre dòric, aplicats d'una manera més esquemàtica i simplificada. Té una petita base quadrada, el fust és totalment llis i, abans d'arribar al capitell, hi ha un anell en relleu. El capitell segueix el mateix esquema que el peu, de formes arrodonides.
Situat al jardí hi ha un pou. És un cilindre d'un metre de diàmetre aproximadament, fet de grans carreus ben escairats de dimensions irregulars per adaptar-se al perfil corbat. En uns inicis la profunditat real era de deu o dotze metres però avui està sec i en desús, aquest abandó ha fet que es vagi cobrint de terra i deixalles de manera que actualment només té vuit metres de profunditat. Amagant el forat del pou, a l'exterior, hi ha quatre grans lloses de pedra ben escairades, unides amb grapes metàl·liques, visibles a la zona superior. A una d'aquestes lloses, a la part superior, hi ha incisa la data de 1770. Rematant el conjunt hi ha una barra de ferro de forma helicoidal, posada d'una llosa a l'oposada per a poder aguantar-hi la corda per pujar el cubell d'aigua.